# Motorola One Zoom
O Motorola One Zoom é um smartphone desenvolvido e fabricado pela Motorola. Lançado após o Motorola One, o One Zoom é um dispositivo intermediário premium, com foco especial na câmera quádrupla, uma tendência que deve ser adotada por outros modelos no futuro.
O dispositivo foi apresentado na IFA 2019 e recebeu oito prêmios como melhor smartphone no evento. 

## Desenvolvimento
Inicialmente denominado como One Pro, era esperado que fosse o modelo topo de linha no mercado, porém o site alemão WinFuture revelou que na verdade tratava-se de um novo modelo intermediário premium, cujo nome oficial seria Motorola One Zoom, motivado pelo campo de visão mais amplo da câmera de grade angular, onde é possível trazer mais conteúdo para uma foto se desejado, enquanto a lente de zoom provavelmente deveria oferecer uma ampliação de 5x.

### Lançamento
Está disponível à partir de 5 de setembro no Brasil, México, Argentina e vários países da América Latina e a partir de 6 de setembro na Europa, com preço inicial de 429 euros. 
A versão exclusiva da Amazon com o Alexa hands-free integrado foi disponibilizado a partir de 5 de setembro no Reino Unido, Alemanha, Espanha, Itália e França.
No Brasil, foi disponibilizado nas lojas online no dia 5 de setembro de 2019 pelo custo inicial de R$ 2.499,00. 
Atualmente é possível encontrar o aparelho por R$ 2.199,12 online em lojas online como a Magazine Luiza.

## Especificações
O aparelho está disponível nas cores Titanium, Bronze e Violet. Ele chegou com o chipset Snapdragon 675 Qualcomm SDM675 2x 2.0 GHz Kryo 460 Gold + 6x 1.7 GHz Kryo 460 Silver, GPU Adreno 612, memória RAM de 4 GB, e armazenamento interno de 128 GB, expansível por slot híbrido SIM/MicroSD até 1000 GB. A bateria é de 4000 mAh. A tela de 6.4, com resolução 1080 x 2340 pixels, tem densidade de pixels de 403 ppi, usa tecnologia OLED com proteção Gorilla Glass. Câmeras: 48 MP, f/1.7, (wide), 1/2", 0.8µm, PDAF, OIS 8 MP, f/2.4, (telephoto), 3x optical zoom, OIS 16 MP, f/2.2, 13mm (ultrawide) 5 MP, depth sensor Frontal: 25 MP, f/2.0, 0.9µm. A conectividade Wi-Fi é 802.11 a/b/g/n/ac, tem Bluetooth 5.0 com LE/EDR/A2DP, entrada Type-C 2.0. Já a rede de dados móveis é HSPA+ e LTE. O aparelho também possui os seguintes sensores: acelerômetro, proximidade, giroscópio, bússola, impressão digital e mic. de redução de ruído. As dimensões do aparelho são: 158.5 x 75 x 8.8 mm e ele pesa 190 gramas.

## Versões
| Modelo          | Motorola One Zoom                                                                                               |
| --------------- | --- |
| SO Inicial      | Android 9.0 Pie                                                                                                 |
| SO Máximo       | Android 10 (Previsto)                                                                                           |
| Tela/Ecrã       | 6.4" OLED |
| Resolução       | FULL HD + ( 1080 X 2340)                                                                                        |
| CPU             | Qualcomm© Snapdragon™ 675                                                                                       |
| RAM             | 4 GB |
| Memória         | 128 GB com expansão via MicroSD (até 1 TB)                                                                      |
| Conectividade   | NFC, GPS/GLONASS/Galileo, Wi-Fi 802.11ac dual-band, Bluetooth 5.0, USB-C e entrada de fone de ouvido de 3.5 mm. |
| Câmera          | Principal: 48 MP quádrupla com gravação de vídeo 4k Frontal: 25 MP selfie                                       |
| Alimentação     | Bateria de 4000 mAh não removível                                                                               |
| Disponibilidade | Brasil, México, Argentina, Estados Unidos e Europa.                                                             |